# Lúcia Miguel Pereira
Lucia Miguel Pereira (Barbacena, 12 de diciembre de 1901 — Río de Janeiro, 22 de diciembre de 1959) fue una influyente crítica literaria, biógrafa, periodista, ensayista, traductora brasileña de la primera mitad del siglo XX, hija del médico sanitarista Miguel da Silva Pereira y esposa del igualmente escritor Otávio Tarquínio de Sousa.

## Vida
Biógrafa de Machado de Assis y referencia del ensayismo femenino en las décadas de 1920 y 1930, habiendo recomendado a su familia que en caso de su muerte, todos sus escritos inéditos solo podrían ser publicados con autorización de su marido, el abogado Otavio Tarquinio de Sousa, y, a falta de él, debían ser quemados. Como ambos fallecieron juntos, en el desastre aéreo de Raomso, un accidente de aviación. La familia siguió rigurosamente tales instrucciones y quemaron todos sus textos inéditos y cartas personales encontradas.
Sus textos de crítica literaria - reveladores de su erudición y aguda capacidad de percepción del arte y de la vida - que circularon en revistas y publicaciones sueltas, se reunieron en 1990 en dos volúmenes : A Leitora e seus Personagens; y Escritos da Maturidade, que rescatan sus colaboraciones, entre 1931 al 1959, para el Boletim de Ariel, Revista do Brasil, Gazeta de Notícias, Correio da Manhã, O Estado de São Paulo, entre otros periódicos.

## Obra
- Maria Luísa. Río de Janeiro, Schmidt, 1933

- Em Surdina. Río de Janeiro, José Olympio, 365 p. 1933

- Machado de Assis (Estudo Crítico-biográfico). Río de Janeiro, Companhia Editora Nacional, 1936. Prêmio da Sociedade Felippe d'Oliveira

- "Simplicidade". In: Homenagem a Manuel Bandeira. Río de Janeiro, Tipografia do Jornal do Commercio, 1936

- Amanhecer. Río de Janeiro, José Olympio, 1938

- A vida de Goncalves Dias: contendo o diario inédito da viagem de Gonçalves Dias ao rio Negro, com 11 ilustrações fora de texto. Coleção Documentos brasileiros 37. Editor J. Olympio, 424 p. 1943

- O Livro do Centenário de Eça de Queiroz (org). Lisboa, Dois Mundos, 717 p. 1945

- Don Casmurro: 3 cuentos. Colección panamericana 5. Con Joaquim Maria Machado de Assis, Juan Natalicio González Paredes. Tradujo J. Natalicio González. 2.ª edición de W.M. Jackson, 374 p. 1945

- História da Literatura Brasileira - Prosa de Ficção - de 1870 a 1920. Río de Janeiro, José Olympio, 1950

- "Prefácio". In: PAIVA, Manuel de Oliveira. Dona Guidinha do Poço. São Paulo, Saraiva, 1951

- A Vida de Gonçalves Dias. Río de Janeiro, José Olympio, 1952

- "Prefácio". In: ASSIS, Machado de. Casa Velha. São Paulo, Martins, 1952

- Cinquenta Anos de Literatura. Río de Janeiro, Serviço de Documentação do Ministério da Educação e Cultura, 38 p. 1952

- Cabra Cega. Río de Janeiro, José Olympio, 202 p. 1954

- "Prefácio". In: BARRETO, Afonso Henriques de Lima. Histórias e Sonhos. São Paulo, Brasiliense, 1956

- Textos escolhidos de Adolfo Caminha (org.). Río de Janeiro, Agir, 1960. Coleção Nossos Clássicos

- "Prefácio". In: PAIVA, Manuel de Oliveira. A Afilhada. São Paulo, Anhembi, 1961

- "A valorização da mulher na sociologia histórica de Gilberto Freyre". In: Gilberto Freyre: Sua Ciência, sua Filosofia, sua Arte. Río de Janeiro, José Olympio, 1962

- Amanhecer. 2.ª edición de J. Olympio, 109 p. 1979

- Machado de Assis: estudo crítico e biográfico. Coleção Reconquista do Brasil 130: serie 2. 6.ª edición de Itatiaia, 310 p. 1988

- História da literatura brasileira: prosa de ficção: de 1870 a 1920. Coleção Reconquista do Brasil 131. História da literatura brasileira. Editora Itatiaia, 330 p. 1988

- A leitora e seus personagens. Río de Janeiro, Graphia, 1992

- Escritos da maturidade. Río de Janeiro, Graphia, 330 p. 1995

- O tempo redescoberto. Em busca do tempo perdido 7. Con Marcel Proust, Olgária Chaim Féres Matos. 12.ª edición de Globo 303 p. ISBN 8525006106 1995

- Ficção reunida. Série Letras do Brasil 5. Editor UFPR, 507 p. ISBN 8573351322, 2006